# Американская интрижка
Американская интрижка (англ. An American Affair) — американский независимый фильм режиссёра Уильяма Олссона, вышедший в мировой прокат 3 октября 2008 года. В главных ролях Гретчен Мол и Кэмерон Брайт.

## Сюжет
Тринадцатилетний Адам Стэффорд часто находится в раздумьях, периодически оставаясь наедине со своими мыслями. Кэтрин Кассвел недавно переехала в его район, и Адам стал наблюдать за жизнью соседки. Кассвел — художница, она разведена, пьёт и принимает наркотики, по ночам её посещает неизвестный в сопровождении Секретной службы. Адам предлагает свою помощь по саду соседке. Они начинают дружить.

## Актёры
| Актёр           | Роль            |
| --------------- | --------------- |
| Гретчен Мол     | Кэтрин Кассвел  |
| Джеймс Ребхорн  | Люциан Карвер   |
| Кэмерон Брайт   | Адам Стэффорд   |
| Перри Ривз      | Эдриан Стэффорд |
| Марк Пеллегрино | Грэхем Кассвел  |

## Отзывы и критика
На сайте Metacritic фильм имеет рейтинг 31/100, основываясь на 12 отзывах.